# Улад пластунів-сеньйорів
У́лад Пластуні́в Сеньйо́рів (УПС) — четвертий за віком улад після УПН, УПЮ та УСП. Він об'єднує пластунів, які вийшли з віку, встановленого для УСП (до 35 років), але бажають сприяти виховному процесу, що здійснюється в УПН та УПЮ, та допомагати у всіх інших ділянках діяльності Пласту. Існує від 1930 року. Створений Олександром Тисовським — основоположником й організатором Пласту.
Саме члени двох самовиховних уладів (УСП та УПС) вирішують загальні організаційні питання у Пласті, часто вони є виховниками й адміністраторами гуртків, проводять табори та вишколи.

## Барви
Кожен пластовий улад має свою власну барву, яка домінує на одностроях його членів:
- для УПН — жовта
- для УПЮ — малинова
- для УСП — зелена
- для УПС — коричнева

Основна барва в УПС — коричнева. Такого кольору старшопластунська хустина, знамена і відзнаки.

## Процедура вступу до УПС та виходу з УПС

### І. Вступ до УПС з УСП
1. Необхідно мати: «Посвідку звільнення» з ОП УСП Станиці, у якій проходив час пластування, за підписами осередкового ОП УСП і станичного. «Посвідку звільнення» із УСП.
2. Написати заяву вступу до УПС.
3. Передати ці дві посвідки та заяву вступу до ОП УПС. Якщо ОП відсутній — переслати до КБ УПС.
4. КБ УПС приймає рішення щодо цього.
5. Остаточне рішення приймає КПР на своєму засідання.

### ІІ. Вступ до УПС прихильників
1. Заява вступу до УПС.
2. Рекомендаційні листи від двох пластунів сеньйорів.
3. Особистий життєпис. Усе це подається в ОП УПС чи через курінь УПС. У разі відсутності — КБ УПС.

### ІІІ. Вихід з УПС дійсних членів та прихильників
1. Необхідно написати заяву відповідно до ОП УПС чи до КБ УПС

## Нагороди Пластунів Сеньйорів
В Уладі Пластунів Сеньйорів диференціація відзначень іде за діяльністю суто пластовою та діяльністю поза межами організації. За керівну, виховну або іншу видатну діяльність у Пласті, пластуни сеньйори можуть бути нагороджені відзначеннями в таких трьох ступенях:
1. Третє відзначення — Грамота Заслуги, котре надає Крайова Пластова Старшина;
2. Друге відзначення — Орден Святого Юрія в сріблі, котре надає Головна Пластова Булава на подання Крайової Пластової Старшини;
3. Перше відзначення — Орден Святого Юрія в золоті, котре надає Начальний Пластун на подання Головної Пластової Булави.

За визначну або довголітню, згідну з пластовою ідеологією, громадську або наукову діяльність поза Пластом, пластуни сеньйори можуть бути нагороджені відзначеннями у таких трьох ступенях:
1. Третє відзначення — Грамота признання, котре надає Крайова Пластова Старшина, на внесення булави крайового булавного УПС;
2. Друге відзначення — Орден Вічного Вогню в сріблі, котре надає Головна Пластова Булава на внесення Крайової Пластової Старшини;
3. Перше відзначення — Орден Вічного Вогню в золоті, котре надає Начальний Пластун на внесення Головної Пластової Булави.

## Курені
1 курінь УПС ім. С. Тисовського / О. i С. Тисовських
2 курінь УПС «Ті, що Греблі Рвуть»
3 курінь УПС «Лісові Чорти»
4* курінь УПС «Характерники»
5 курінь УПС Загін «Червона калина»
6* курінь УПС «Закарпатці»
7 курінь УПС ім. А. Войнаровського
8 курінь УПС «Орликівці» ім. Григора Орлика
9* курінь УПС ім. Пилипа Орлика
10 курінь УПС «Чорноморці» ім. Святого о. Миколая
11* курінь УПС «Мандрівники»
12* курінь УПС «Холодний Яр»
13 курінь УПС «Дубова кора». Видання — «Шум Дубової Кори».
14* курінь УПС ім. митрополита А. Шептицького
15* курінь УПС «Австрія»
16 курінь УПС «Ватага Бурлаки»
17 курінь УПС «Перші стежі»
18 курінь УПС «Чота крилатих»
19* курінь УПС «Дружинники»
20 курінь УПС «Орден хрестоносців» ім. Андрея Шептицького
21 курінь УПС «Буриверхи»
22 курінь УПС «Карпатські вовки»
23 курінь УПС «Хмельниченки» ім. Богдана Хмельницького
24 курінь УПС «Чортополохи»
26 курінь УПС «Княгині»
28 курінь УПС «Верховинки»
29 курінь УПС «Велике плем'я Сіроманці» ім. А. Гарасевича
30 курінь УПС «Блискавки»
31 курінь УПС «Вовкулаки»
32 курінь УПС «Степові Відьми»
33 курінь УПС «Брати Моуглі»
34 курінь УПС «Нові обрії»
36 курінь УПС «Шостокрилі»
37 курінь УПС «Побратими»
38 курінь УПС «Лісові Мавки»
39 курінь УПС «Спартанки»
40 курінь УПС «Чорноморські Хвилі»
41 курінь УПС «Червоні маки»
42 курінь УПС «Перелетні Птиці» ім. Дарії Навроцької
43 курінь УПС «Карпатські орли»
44 курінь УПС «Целібат Мурлики» ім. Івана Чмоли
(* — курені, що припинили свою діяльність)